# Данило Щеня
Данило Васильович Щеня Патрикеєв (?—1519) — російський князь, відомий військовий діяч та полководець Великого князівства Московського. Засновник роду Щенятєвих.

## Біографія
Походив з московського княжого роду Патрикеєвих, потомок великого князя литовського, Гедиміна у VII коліні. Також приходився внучатим братом великому князю московському Василію ІІІ Івановичу: сестра Василія Темного, Марія Василівна вийшла заміж за діда Данила Васильовича, князя Юрія Патрикеєвича.
У 1475 році Данило Щеня був серед бояр які брали участь в поході Івана ІІІ на Новгород. Після чого протягом чотирнадцяти років про його діяльність нема відомостей.
У 1489 році Данило на чолі 64-тисячної московської армії ходив на вʼятчан, які грабували північні землі Московії. Хлинов після триденної облоги здався, в'ятчан розселили по московських містах, а «кращих людей» взяли до Москви.
Данило Васильович брав значну участь у московсько-литовських війнах на рубежі XV—XVI століть. У 1493 році разом з князем Василем Івановичем Патрикеєвим захопив Вязьму та привів місцевих князів Вяземських до Москви.
У 1499 році під керівництвом головного воєводи, князя Данила Холмського, розбив на Ведроші литовсько-руське військо гетьмана Костянтина Івановича Острозького, та взяв останнього в полон. Проте вже 1501 року біля Ізборська на озері Смолині був розбитий союзником литовського князя Олександра Казимировича, магістром Лівонського ордену, Платтенбергом.
Після падіння Івана Юрійовича Патрикеєва та його зятя Ряполовського Данило зайняв місце другого воєводи Московського. У 1508 році разом з Шемячичем невдало облягав Оршу. Того ж року став першим воєводою. У 1514 році очолював московську армію яка здобула Смоленськ після багатомісячної облоги. Востаннє згаданий в актах 1515 року.

## Сім'я та діти
Був одружений з дочкою князя Івана Васильовича Горбатого-Шуйського. Від цього шлюбу мав єдиного сина Михайла, який також був княжим боярином та полководцем.